# 天才バカボン (曲)
「天才バカボン」（てんさいバカボン）は、日本の音楽グループ、アイドル・フォーの3枚目のシングル。
なお本項では、アニメ放送前の1967年7月20日にキングレコードから発売されたLPレコード「少年マガジン マンガ大行進」に収録した楽曲についても述べる。

## 概要
規格品番は、「KU-618」「KU-6511」「TOCT-9546」「TOCT-8516」「TMS-303」「KIVE-39」。
オリジナル盤は1971年10月10日にテイチクレコード（現・テイチクエンタテインメント）の社内レーベル「ユニオンレコード」から発売された。
テレビサイズやフルサイズ、合いの手の有無などでバージョンが異なる。
歌い出しに「西から昇ったお日様が東へ沈む」とあり、太陽が昇る方角はバカボンの歌詞の逆という覚え方がある。
2022年12月、MPA賞スタンダード・ソング賞（JASRAC）を受賞した。

## 収録曲
1. 天才バカボン
作詞：東京ムービー企画部 / 作曲：渡辺岳夫 / 編曲：松山祐士 / 歌：アイドル・フォー
テレビアニメ『天才バカボン』主題歌
2. バカボンのパパ
作詞：東京ムービー企画部 / 作曲：渡辺岳夫 / 編曲：松山祐士 / 歌：敏トシ

### 朝日ソノラマ版
1971年10月20日発売。「AM-28」。収録曲は、「天才バカボン」「バカボンのパパ」の2曲だが、ドラマ「バカボンのロボット研究」が収録された。

## チームしゃちほこのカバー
「天才バカボン」（てんさいバカボン）は、日本の女性アイドルグループ、チームしゃちほこの8枚目のシングル。2015年5月13日にワーナーミュージック・ジャパンから発売された。

### 概要
DVDが付いた初回限定名古屋盤とCDのみの全国盤（通常盤）の2形態で発売。初回限定名古屋盤は、CDケースを開いた内側の絵柄がランダムに異なる。
表題曲はアイドル・フォーが歌うテレビアニメ『天才バカボン』のオープニングテーマをカバーしたもので、映画『天才バカヴォン〜蘇るフランダースの犬〜』オープニングテーマ曲として起用された。
グループ自身初となるアリーナ公演「幕張HOLLYWOOD」のチケットにはバンドル盤が付属する。

### CD（初回限定名古屋盤・全国盤）
1. 天才バカボン
作詞：東京ムービー企画部 / 作曲：渡辺岳夫 / 編曲：CMJK
映画『天才バカヴォン〜蘇るフランダースの犬〜』オープニングテーマ曲
アイドル・フォーのカバー
2. いけいけハリウッド
作詞・作曲・編曲：浅野尚志（SUPA LOVE）
ラグーナテンボスCMソング
3. Twilight
作詞：松本由宇 / 作曲・編曲：あおい吉勇
『LORD of VERMILION ARENA』タイアップソング
4. 天才バカボン（Off Vocal Ver.）
5. いけいけハリウッド（Off Vocal Ver.）
6. Twilight（Off Vocal Ver.）

### 初回限定名古屋盤DVD
「僕らのカラオケワンダーランド」@渋谷公会堂(2014.12.14)
2014年12月14日に渋谷公会堂で開催された『チームしゃちほこ ホールツアー2014〜僕らのカラオケワンダーランド〜』の最終公演の模様を収録。なお、公演の模様は当日ニコニコ生放送でも配信された。
収録内容
1. シャンプーハット
2. エンジョイ人生（acoustic ver.）
3. アイドンケア

### しゃちヴォン盤
シングル発売と同日の2015年5月13日にUSBメモリ「天才バカボン チームしゃちほこ×映画『天才バカヴォン〜蘇るフランダースの犬〜』コラボUSB略してしゃちヴォン盤」がワーナーミュージックダイレクト限定で発売された。全6形態での発売で、USBメモリには各メンバーがバカボンのキャラクター風にデザインされている。表題曲に加えて、ジャケット写真撮影のメイキング映像、各メンバーによるラジオドラマが収録されている。
ラジオドラマ
- 秋本帆華「クライマックス」
- 咲良菜緒「気遣い女王」
- 安藤ゆず「いちご」
- 大黒柚姫「自分会議」
- 坂本遥奈「なんでも相談して」
- 伊藤千由李「正直な占い師」

## その他のカバー
YOU THE ROCK★
ロックアレンジバージョン。キリンビバレッジ「アミノサプリ」のCMソング

クレモンティーヌ
ボサノヴァ調アレンジバージョン。サントリー「オールフリー」のCMソング。『アニメンティーヌ 〜ボッサ・ドゥ・アニメ〜』（2010年7月21日発売）収録。

タモリ
オリジナルにほぼ忠実なアレンジ。日本テレビ系列スペシャルドラマ『天才バカボン』の劇中主題歌。

ラニー・ラッカー
「BAKABON, THE GENIUS」の曲名で、英語で歌唱。訳詞：リサ・ウィルソン、編曲：ハウス・ティー。1993年発売の『英語!ポ・ポンのポン!!〜なつかしアニメをペラペラ歌おう〜』収録。

李博士
ポンチャックアレンジでカバー。1996年の「李博士のポンチャックで身長が5cm伸びた!」に収録。

飯島丈治
1996年8月13日発売のアルバム『アニメdeぽん』に収録

安部勇磨（never young beach）
2022年放送のワイモバイル「家族はいいのだ」篇のCMソング。「卒業の日に」篇でも引き続き使用。

## 1967年版
1. 天才バカボン
作詞：赤塚不二夫 / 作曲：いずみたく / 編曲：大柿隆 / 歌：石川進

「週刊少年マガジン」に連載開始間もない1967年7月20日発売のLP『少年マガジン マンガ大行進』（規格品番：SKK(H)-354/キングレコード）に収録され、同年10月に「巨人の星」とのカップリングでシングルカット（規格品番：BS-722/キングレコード）された。全部で3番まであり、1番はバカボン、2番はパパ、3番はハジメを歌っている。なお1・2番の歌詞に「産まれた時からバカボンで」とあるが、当時の原作ではパパの「産まれた時は天才」という設定がなかった。作曲のいずみたくは、後年同じ赤塚作品『もーれつア太郎』のテレビアニメ第1シリーズにおいて主題歌も手掛ける。
1998年にバップから発売されたCD『赤塚不二夫ソングブック』に、本曲が収録されている。